# Saharaohrenlerche
Die Saharaohrenlerche (Eremophila bilopha) oder Hornlerche ist eine Art aus der Familie der Lerchen. Sie ist eng verwandt mit der Ohrenlerche. Ihr Verbreitungsgebiet liegt im Norden Afrikas und im Nahen Osten.
Die Bestandssituation der Saharaohrenlerche wird von der IUCN mit ungefährdet (least concern) eingestuft.

## Merkmale
Die Saharaohrenlerche erreicht eine Körperlänge von 13 bis 15 Zentimeter. Auf den Schwanz entfallen davon 6,2 bis 6,9 Zentimeter. Die Flügelspannweite beträgt 26 bis 31 Zentimeter. Sie wiegt zwischen 22,8 und 38,4 Gramm. Es besteht kein auffallender Geschlechtsdimorphismus.
Die Saharaohrenlerche ist im Vergleich zur Ohrenlerche deutlich kleiner und hat eine fast einfarbig bräunlich-rote Körperoberseite. Stirn und Kinn sind weiß. Auf der Stirn verläuft ein schwarzes Band, das an den Seiten in spitz auslaufende schwarze Federhörnchen übergeht, die etwas über den Hinterkopf hinausragen. Diese Federhörnchen sind etwas länger als bei der Ohrenlerche. Der Schnabel ist hornfarben und wird zur Spitze schwärzlich. Die Füße sind braunschwarz. Die Iris ist braun.
Jungvögel haben ein hell sandfarbenes Körpergefieder ohne auffallende weiße Federspitzen. Die Körperunterseite ist rahmfarben ohne markante Fleckung. Die Füße und Beine sind bei Jungvögeln noch braun.
Der lerchentypische Gesang, der aus zwitschernden und gurgelnden Tönen besteht, wird vom Boden oder im Flug vorgetragen. Beim Singflug tragen sie ihren Gesang vor, wenn sie 10 bis 50 Meter über dem Boden sind.

## Verbreitungsgebiet und Lebensraum

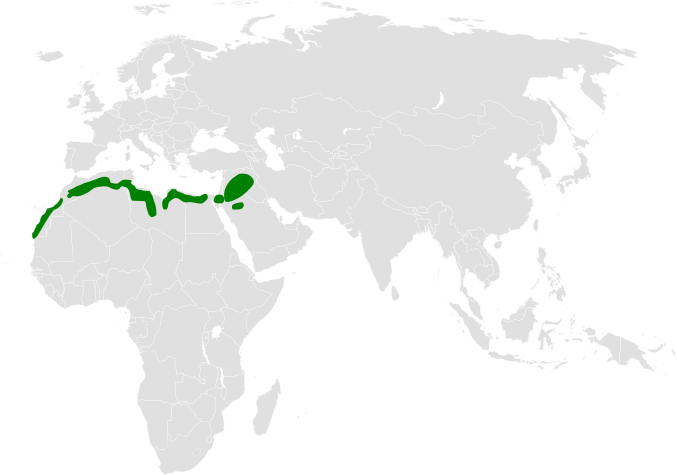
Verbreitungsgebiet der Saharaohrenlerche

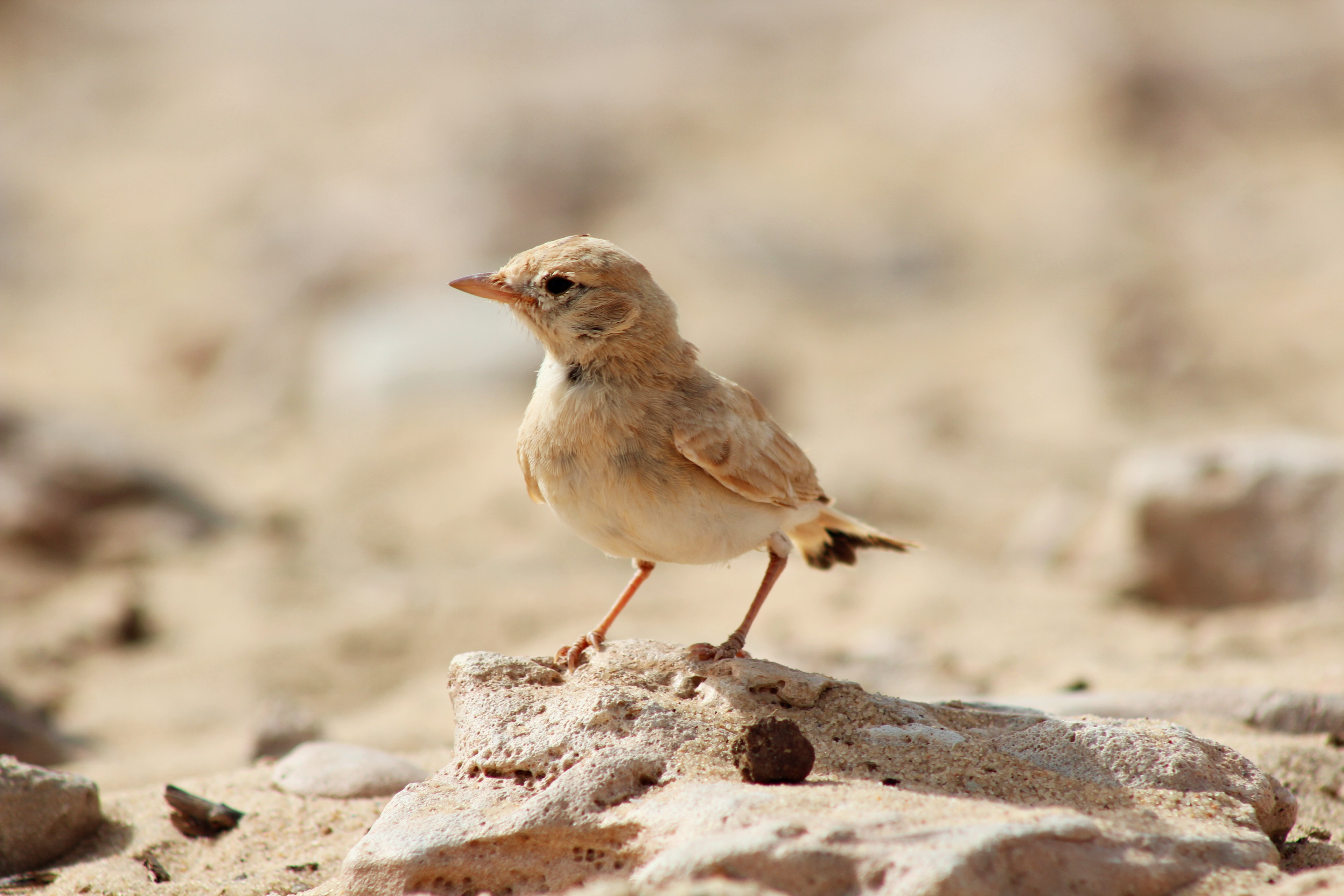
Jungvogel der Saharaohrenlerche

Die Saharaohrenlerche kommt in der Westsahara, im Süden und Nordosten Marokkos, im Norden Algeriens, in Tunesien, im Norden Libyens und Ägyptens sowie im Norden der arabischen Halbinsel bis in den Osten von Syrien und dem Westen von Irak vor.
Der Lebensraum sind steinige und sandige Wüsten. Besonders häufig sind Saharaohrenlerchen auf sehr vegetationsarmen Flächen anzutreffen. Sie besiedelt auch ausgetrocknete Salzseen mit spärlicher Vegetation. Saharaohrenlerchen stehen gerne auf Steinen oder Sandhügeln.

## Nahrung
Saharaohrenlerchen fressen während des Sommerhalbjahrs überwiegend Insekten und andere Anthropoiden. Im Winter fressen sie außerdem Sämereien der Wüstenpflanzen ihres Lebensraumes.

## Fortpflanzung

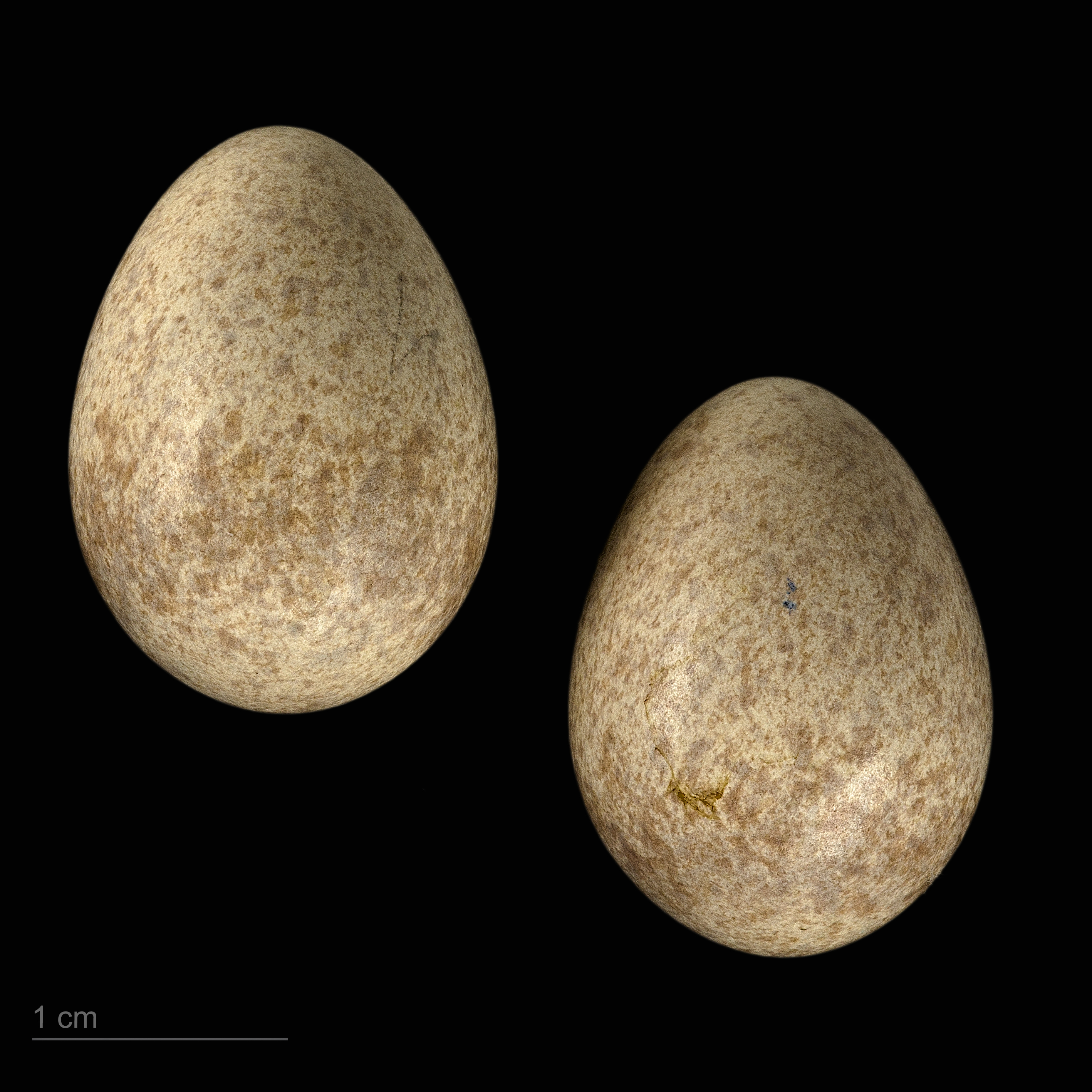
Eremophila bilopha, Sammlung Museum von Toulouse

Die Saharaohrenlerche ist ein Bodenbrüter. Ihr Nest ist ein typisches Leichennest, das mit Samenwollen, Tierhaaren und gelegentlich mit wenigen Federn ausgepolstert ist. In Marokko brütet die Saharaohrenlerche im Zeitraum von Mitte Februar bis April. In Algerien schreitet sie dagegen von April bis Mai zur Brut.
Beide Elternvögel füttern die Jungvögel. Die Jungvögel bleiben acht bis zehn Tage im Nest.

## Einzelbelege
1. ↑   Eremophila bilopha in der Roten Liste gefährdeter Arten der IUCN 2016.1. Eingestellt von: BirdLife International, 2016. Abgerufen am 29. Dezember 2016.
2. ↑  Pätzold: Die Lerchen der Welt. S. 219.
3. 1 2   Pätzold: Die Lerchen der Welt. S. 220.
4. 1 2   Pätzold: Die Lerchen der Welt. S. 221.